# 基思·R·波特
基思·R·波特（英語：Keith Roberts Porter，1912年6月11日—1997年5月2日）是一位加拿大裔美国细胞生物学家，是使用电子显微镜观察细胞的先驱，并以此发现轴丝，曾获美國細胞生物學學會颁发的第一届E·B·威尔逊奖章。